# Methode van de la Hire
De methode van de la Hire is een manier om een magisch vierkant van willekeurige oneven orde (N) te maken. Hij is vernoemd naar de Franse wiskundige Philippe de la Hire. Bij een even orde maakt deze methode een magisch vierkant waarvan de rij- en kolomsommen kloppen maar waarbij niet elk getal verschillend is en niet van 1 tot en met n² gaat.
1. Stap 1
Vul het vierkant met op de bovenste rij van links naar rechts 1 tot en met N. Laat vervolgens de rijen naar beneden toe steeds 1 naar links verspringen. Als voorbeeld doen we dit met een vierkant van orde 5.

| 1 | 2 | 3 | 4 | 5 |
| 2 | 3 | 4 | 5 | 1 |
| 3 | 4 | 5 | 1 | 2 |
| 4 | 5 | 1 | 2 | 3 |
| 5 | 1 | 2 | 3 | 4 |
1. Stap 2
Doe nu hetzelfde met de getallen 0, N, 2N, ..., (N-1)N maar dan van rechts naar links.

| 20 | 15 | 10 | 5  | 0  |
| 0  | 20 | 15 | 10 | 5  |
| 5  | 0  | 20 | 15 | 10 |
| 10 | 5  | 0  | 20 | 15 |
| 15 | 10 | 5  | 0  | 20 |
1. Stap 3
Tel nu de twee vierkanten op. De getallen 1 tot en met N2 staan nu allemaal in het vierkant, en de rijen en kolommen hebben de magische constante als som. Strikt genomen is de uitkomst echter geen magisch vierkant, omdat de diagonaalsommen níet gelijk zijn aan de magische constante.

| 21 | 17 | 13 | 9  | 5  |
| 2  | 23 | 19 | 15 | 6  |
| 8  | 4  | 25 | 16 | 12 |
| 14 | 10 | 1  | 22 | 18 |
| 20 | 11 | 7  | 3  | 24 |
Door eenvoudige cyclische verwisselingen van enkele rijen en kolommen kan een echt magisch vierkant verkregen worden, waarvan ook de sommen van de diagonalen gelijk zijn aan de magische constante.
| 14 | 10 | 1  | 22 | 18 |
| 20 | 11 | 7  | 3  | 24 |
| 21 | 17 | 13 | 9  | 5  |
| 2  | 23 | 19 | 15 | 6  |
| 8  | 4  | 25 | 16 | 12 |